# Tournoi de Tunis des quatre nations 2003
Le tournoi de Tunis des quatre nations 2003 (arabe : دورة تونس للأمم الأربعة 2003) est un tournoi international amical de football organisé au stade du 7-Novembre à Radès (Tunisie) avec la participation de quatre équipes : le Cameroun, le Ghana, Madagascar et la Tunisie.
La Tunisie remporte le tournoi après avoir battu le Cameroun en finale.

## Résultats
|  | Demi-finale     | Demi-finale     |                        |   | Finale          | Finale          |
|  | Demi-finale     | Demi-finale     |                        |   | Finale          | Finale          |
|  |                 |                 |                        |   |                 |                 |
|  | 27 mars / Radès | 27 mars / Radès |                        |   | 30 mars / Radès | 30 mars / Radès |
|  | 27 mars / Radès | 27 mars / Radès |                        |   | 30 mars / Radès | 30 mars / Radès |
|  | Tunisie         | 2 tab (8)       |                        |   | 30 mars / Radès | 30 mars / Radès |
|  | Tunisie         | 2 tab (8)       |                        |   | 30 mars / Radès | 30 mars / Radès |
|  | Ghana           | 2 (7)           |                        |   | 30 mars / Radès | 30 mars / Radès |
|  | Ghana           | 2 (7)           | Tunisie                | 1 |                 |                 |
|  | 27 mars / Radès |                 | Tunisie                | 1 |                 |                 |
|  |                 | Cameroun        | 0                      |   |                 |                 |
|  | Cameroun        | Cameroun        | 0                      | 2 |                 |                 |
|  | Cameroun        |                 |                        | 2 |                 |                 |
|  | Madagascar      | 0               |                        |   |                 |                 |
|  | Madagascar      | 0               | Match pour la 3e place |   |                 |                 |
|  |                 |                 |                        |   |                 |                 |
|  | 30 mars / Radès |                 |                        |   |                 |                 |
|  |                 |                 |                        |   |                 |                 |
|  | Ghana           | 3 tab (10)      |                        |   |                 |                 |
|  | Ghana           | 3 tab (10)      |                        |   |                 |                 |
|  | Madagascar      | 3 (9)           |                        |   |                 |                 |
|  | Madagascar      | 3 (9)           |                        |   |                 |                 |

### Demi-finales
| 27 mars 2003 | Tunisie                    | 2–2 | Ghana         | Stade du 7-Novembre  |                      |
|              | Mhadhbi 47e · Missaoui 55e |     | Amoah 45e 49e | Spectateurs : 30 000 | Spectateurs : 30 000 |
|              | Tirs au but 8–7            |     |               | Spectateurs : 30 000 | Spectateurs : 30 000 |

| 27 mars 2003 | Cameroun            | 2–0 | Madagascar | Stade du 7-Novembre  |                      |
|              | Eto'o 16e · Job 44e |     |            | Spectateurs : 25 000 | Spectateurs : 25 000 |

### Match pour la troisième place
| 30 mars 2003 | Ghana                            | 3–3 | Madagascar                                                  | Stade du 7-Novembre |  |
|              | Appiah 5e · Amoah 32e · Gyan 60e |     | Essien 47e (csc) · Rasonaivo (en) 82e · Randriandelison 88e |                     |  |
|              | Tirs au but 10–9                 |     |                                                             |                     |  |

### Finale
| 30 mars 2003 | Tunisie      | 1–0 | Cameroun | Stade du 7-Novembre         |                             |
|              | Bouazizi 82e |     |          | Arbitrage : Mohamed Guezzaz | Arbitrage : Mohamed Guezzaz |

## Buteurs
3 buts    
- Charles Amoah

1 but  
- Samuel Eto'o
- Joseph-Désiré Job
- Stephen Appiah
- Baffour Gyan
- Rado Rasoanaivo (en)
- Norbert Randriandelison
- Riadh Bouazizi
- Imed Mhadhbi
- Nabil Missaoui

1 but contre son camp  
- Michael Essien (contre Madagascar)